# 木核山矾
木核山矾（学名：Symplocos xylopyrena）为山矾科山矾属下的一个种。

## 扩展阅读
維基物種上的相關：木核山矾